# Interpellation
Die Interpellation ist eine förmliche parlamentarische Anfrage an die Regierung.
Sie stellt ein parlamentarisches Kontrollmittel dar, mit dem jedem Abgeordneten (Interpellant) das Recht (Interpellations- bzw. Anfrage- od. Zitierrecht) eingeräumt wird, einen oder mehrere Minister der Regierung aufzufordern, sich bezüglich einer politischen Handlung, einer bestimmten Situation sowie allgemeiner oder spezifischer Aspekte der Regierungspolitik zu rechtfertigen.
Interpellationen kennzeichnen sich dadurch, dass sie durch einen formellen Antrag, der die Verantwortlichkeit der Regierung oder eines Mitgliedes der Regierung in Frage stellt oder der eine Empfehlung an die Adresse der Regierung enthält, abgeschlossen werden können. Minister dürfen ausschließlich zu ihrer Politik und nicht über ihre Absichten befragt werden.

## Situation in Deutschland
Im Deutschen Bundestag wird zwischen Großen Anfragen, Kleinen Anfragen und schriftlichen und mündlichen Fragen einzelner Bundestagsmitglieder unterschieden.

## Situation in Österreich
- Im Nationalrat (183 Abgeordnete) kann die Interpellation von 5 Abgeordneten eingereicht werden. Die Anfrage kann dabei gestellt werden an die Mitglieder der Bundesregierung, den Rechnungshofpräsidenten und den Obmännern der Ausschüsse des Nationalrates.
- Im  Bundesrat (60 Mitglieder) kann die Anfrage von 3 Mitgliedern eingebracht werden an den Bundesratspräsidenten und den Ausschussvorsitzenden des Bundesrates.

Von den Mitgliedern der Bundesregierung, dem Rechnungshofpräsidenten und dem Bundesratspräsidenten muss die Beantwortung innerhalb von zwei Monaten erfolgen.
Pro Sitzung des National- oder Bundesrates besteht die Möglichkeit, eine Dringliche Anfrage einzubringen. Die Beantwortung und die Debatte hat dabei am gleichen Tag zu erfolgen (bei einer Einbringung bis 15 Uhr).
Die Interpellationspraxis im Nationalrat wird als rechtsmissachtend kritisiert.

## Situation in der Schweiz
Im politischen System der Schweiz sind Interpellationen auf Bundes- und Kantonsebene möglich sowie auf Gemeindeebene in «außerordentlich organisierten» Gemeinden mit einem Gemeindeparlament.
Auf Bundesebene sind Interpellationen ein Werkzeug zur Kontrolle des Bundesrates. Sie können von jedem Mitglied eines der beiden Räte (National- und Ständerat) eingereicht werden. Der Interpellant verlangt vom Bundesrat schriftlich Auskunft über irgendeine Angelegenheit der Politik oder der Bundesverwaltung. Der Bundesrat antwortet ebenfalls schriftlich. Wenn der Interpellant von der Antwort nicht befriedigt ist, kann er eine Diskussion vor dem jeweiligen Rat verlangen. Stimmt der Rat diesem Begehren zu, wird die Frage in Anwesenheit des zuständigen Mitglieds des Bundesrates diskutiert.
Normalerweise erfolgt die Antwort in der folgenden Session. Ist die Interpellation dringlich, muss der Bundesrat die Antwort dazu noch in derselben Session geben. Über die Dringlichkeit einer Interpellation entscheidet das Ratsbüro. Wenn im Nationalrat mindestens 75 Mitglieder eine «Aktuelle Debatte» zu bestimmten dringlichen Interpellationen verlangen, so muss diese Debatte durchgeführt werden.
Die Interpellation ist ein parlamentarisches Handlungsinstrument. Daneben existieren auch Motion, Postulat, parlamentarische Initiative, Anfrage und Fragestunde. Diese Instrumente werden als parlamentarische Vorstösse bezeichnet.